# James L. Brooks
James Lawrence Brooks (New York, 9 maggio 1940) è un produttore televisivo, produttore cinematografico, regista e sceneggiatore statunitense, talvolta chiamato con il diminutivo "Jim".
È per lo più conosciuto per programmi televisivi come Mary Tyler Moore, I Simpson, Rhoda e Taxi. I suoi film più noti sono Voglia di tenerezza, per il quale ha ricevuto 3 Oscar nel 1984, e Qualcosa è cambiato, 2 Oscar e altre 5 nomination nel 1998. Per i suoi vari programmi televisivi è stato premiato con diciannove Primetime Emmy e ha anche vinto due Golden Globe.

## Vita personale e carriera
Brooks è nato da famiglia di origine ebraica nel quartiere newyorchese di Brooklyn, figlio di Dorothy Helen (nata Sheinheit) e Edward M. Brooks. Il padre abbandonò la famiglia quando James non era neanche nato e, per questo motivo la sua infanzia non fu molto felice, anche perché la sua famiglia faceva fatica ad andare avanti. Abbandonata la scuola, cominciò a scrivere copioni e sceneggiature nel 1964 e a venderli, questi ebbero subito uno straordinario successo e nel 1969 ideò la sua prima serie tv Room 222, che ebbe uno straordinario successo e da quel momento James continuo a scrivere e dirigere serie tv e film di successo facendogli conquistare tre premi Oscar.
Nel 1983 James passò al cinema ottenendo subito molta popolarità e successo ricevendo 9 Emmy Awards (tutte le sit-com da lui create ottennero in tutto 60 Emmy Awards). Nel 1986 fonda con l'aiuto della FOX la Gracie Films, il cui nome era ispirato a Gracie Allen e il cui fine era quello di dare agli autori un mezzo per sfondare: la compagnia diventerà famosa per aver prodotto I Simpson e altre serie televisive.
Nell'ambiente, a livello personale, è conosciuto da amici e colleghi come instancabile regista, che prova anche ogni giorno una singola scena di un film che deve girare finché questa non ha raggiunto la perfezione. Molto severo ed egocentrico al lavoro, spesso ha degli sbalzi d'umore se la sua idea non va a genio agli altri colleghi. Viene descritto anche come una persona dal carattere paziente e al tempo stesso vivace.

## Iniziative politiche
Brooks ha donato oltre 175.000 dollari per i candidati del Partito Democratico.

## Filmografia

### Regista
- Voglia di tenerezza (Terms of Endearment) (1983)
- Dentro la notizia - Broadcast News (Broadcast News) (1987)
- Una figlia in carriera (I'll Do Anything) (1994)
- Qualcosa è cambiato (As Good As It Gets) (1997)
- Spanglish - Quando in famiglia sono in troppi a parlare (Spanglish) (2004)
- Come lo sai (How Do You Know) (2010)

### Produttore
- Voglia di tenerezza (Terms of Endearment), sua regia (1983)
- Dentro la notizia - Broadcast News (Broadcast News), sua regia (1987)
- Big, regia di Penny Marshall (1988)
- Non per soldi... ma per amore (Say Anything...), regia di Cameron Crowe (1989)
- La guerra dei Roses (The War of the Roses), regia di Danny DeVito (1989)
- Una figlia in carriera (I'll Do Anything), sua regia (1994)
- Un colpo da dilettanti (Bottle Rocket), regia di Wes Anderson (1996)
- Jerry Maguire (Jerry Maguire), regia di Cameron Crowe (1996)
- Qualcosa è cambiato (As Good As It Gets), sua regia (1997)
- I ragazzi della mia vita (Riding in Cars with Boys), regia di Penny Marshall (2001)
- Spanglish - Quando in famiglia sono in troppi a parlare (Spanglish), sua regia (2004)
- I Simpson - Il film (The Simpsons Movie), regia di David Silverman (2007)
- I Simpson (The Simpsons) (1989-in corso) - Serie TV cartone
- 17 anni (e come uscirne vivi) (The Edge of Seventeen), regia di Kelly Fremon Craig (2016)

## Sceneggiatore
- Voglia di tenerezza (Terms of Endearment), sua regia (1983)
- Qualcosa è cambiato (As Good As It Gets), sua regia (1997)
- Spanglish - Quando in famiglia sono in troppi a parlare (Spanglish), sua regia (2004)
- I Simpson - Il film (The Simpsons Movie), regia di David Silverman (2007)
- I Simpson (The Simpsons) (1989-in corso) - Serie TV cartone